# Єжи Вирозумський
Єжи Лєслав Вирозумський (пол. Jerzy Lesław Wyrozumski; 7 березня 1930, м. Теребовля) — польський історик, професор гуманітарних наук, спеціаліст з історії Середньовіччя, колишній працівник Яґеллонського університету. Президент Товариства любителів історії і пам'яток Кракова, генеральний секретар Польської академії знань, член управління Каси ім. Йозефа Мяновського — Фундації підтримки науки. Член Центральної комісії у справах ступенів і звань.

## Життєпис
Народився 7 березня 1930 року в м. Теребовля (нині Тернопільська область, Україна).
1955 року закінчив історичні студії у Яґеллонському університеті. Докторат закінчив 1963 року. 1981 року став професором гуманітарних наук. Спеціалізація — історія польського середньовіччя, зокрема суспільно-господарська проблематика і устрій, також суспільно-релігійні рухи у Європі.
26 квітня 2005 року став почесним професором Університету ім. Казимира Великого у Бидґощі.
9 листопада 2010 року отримав нагороду міста Кракова за особливі досягнення у медієвістичних дослідженнях, зокрема історії середньовічного Кракова в сфері науки і техніки.